# Blue Light
A Blue Light egy kislemez David Gilmour About Face című második szólóalbumáról, amit 1984-ben adtak ki. A 7"-os kiadásban a diszkó stílusú Blue Light le lett rövidítve, s mellé tették a Cruise című számot lassabb, akusztikus számot, míg a 12"-os kiadásban teljesen megegyeznek a számok hosszúságai és stílusai az About Face albumon lévőkkel.

## Számok
7" kiadás
1. Blue Light (Szerkesztett) – 3:52 (Gilmour)
2. Cruise – 4:40 (Gilmour)

12" kiadás
1. Blue Light – 4:35 (Gilmour)
2. Cruise – 4:40 (Gilmourn)

## Külső hivatkozások
- Hivatalos oldal (angolul)